# گاما کبوتر
گاما کبوتر یک ستاره است که در صورت فلکی کبوتر قرار دارد.